# Gave de Lourdios
Der Gave de Lourdios (im Oberlauf auch Gave d’Issaux genannt) ist ein kleiner Fluss im Südwesten von Frankreich, der im Département Pyrénées-Atlantiques der Region Nouvelle-Aquitaine südwestlich der Stadt Pau verläuft.

## Geografie

### Verlauf
Der Gave de Lourdios entspringt unter dem Namen Gave d’Issaux in den Ausläufern der Pyrenäen, an der Südflanke des Pic Soulaing (1589 m), im westlichen Gemeindegebiet von Osse-en-Aspe. Er verläuft im Quellbereich nach Süden, dreht dann aber auf Ost und Nordost, durchquert eine gering besiedelte Berglandschaft im südwestlichen Béarn und mündet nach insgesamt rund 21 Kilometern im Gemeindegebiet von Asasp-Arros als linker Nebenfluss in den Gave d’Aspe. Große Teile des Flusslaufes liegen im Natura 2000-Schutzgebiet Le Gave d’Aspe et le Lourdios.

### Orte am Fluss
(Reihenfolge in Fließrichtung)
- Badarié, Gemeinde Osse-en-Aspe
- Candalot, Gemeinde Lourdios-Ichère
- Candau, Gemeinde Arette
- Lourdios-Ichère
- Burs, Gemeinde Arette
- Toutifaut, Gemeinde Issor
- Oscamou, Gemeinde Issor
- Issor
- Mauregard, Gemeinde Issor
- Wasserkraftwerk Asasp, Gemeinde Asasp-Arros